# Pedro de Braga
Pedro de Braga (???? - 1096) foi o primeiro arcebispo após a restauração da Arquidiocese de Braga em 1071. Foi nomeado pelo rei Dom Sancho II de Castela. Trabalhou na recuperação da cidade e da Sé de Braga, mas com a morte de D. Sancho II, seu sucessor, D. Afonso VI o perseguiu e mandou prender em um mosteiro, onde veio a falecer.
O documento nº145 do Liber Fidei, descreve o seu empenho da maneira seguinte: "Este é o inventario das heranças que o Bispo de Braga D. Pedro, de santa memoria, adquiriu por sua virtude. Porque, como a Igreja de Braga estivesse destruida e não tivesse pastor que a defendesse, o veneravel Pedro recebeu o oficio de seu prelado e, das muitas herdades que antigamente pertenceram a esta metropole, recuperou, segundo as suas forças, todas as que atrás ficam nomeadas e, não satisfeito com isso, trabalhou incansavelmente, en quanto viveu, para que a sua Igreja alcançasse a honra e dignidade, que lhe eram devidas".

## Ligação externa
- «GCatholic» (em inglês)